# Дієго де Лепе
Дієго де Лепе (ісп. Diego de Lepe; 1460, Палос-де-ла-Фронтера, Уельва — 1515, Португалія) — іспанський мореплавець і конкістадор, який в 1499-1500 роках здійснив плавання до берегів Південної Америки на Північний-Схід сьогоднішньої Бразилії і узбережжя сьогоднішніх Суринам і всієї Гвіани, Венесуели, Тринідад і Тобаго, піднявся по Амазонці на 400 км вгору за течією річки. Під час його експедиції в 1500 році також було вперше нанесено на карту узбережжя нинішньої країни Суринам і дані назви відкритим ним мисам.

## Експедиції Дієго де Лепе

### Перша експедиція.
Перша експедиція (мореплавання) Дієго де Лепе в 1499 році до Вест-Індії не вдалася.

### Друга експедиція
У грудні 1499 року він почав свою другу експедицію за маршрутом мореплавця Вісенте Яньєса Пінсона, яка пройшла південніше вздовж узбережжя. У середині грудня 1499 року два кораблі Дієго де Лепе вийшли з порту Палос, на півдні Іспанії. Навігатором (штурманом) у цій експедиції був Бартоломей Ролдан. На думку деяких істориків конкістадори на чолі з Дієго де Лепе висадилися на широті 5°30'пд. ш. на узбережжі Південної Америки (сьогодні це територія Бразилії) 12 лютого 1500 року і проїхали на південь, дійшовши до мису Сан-Агустін (нині мис Кабу-Бранку 7°09'пд. ш.).

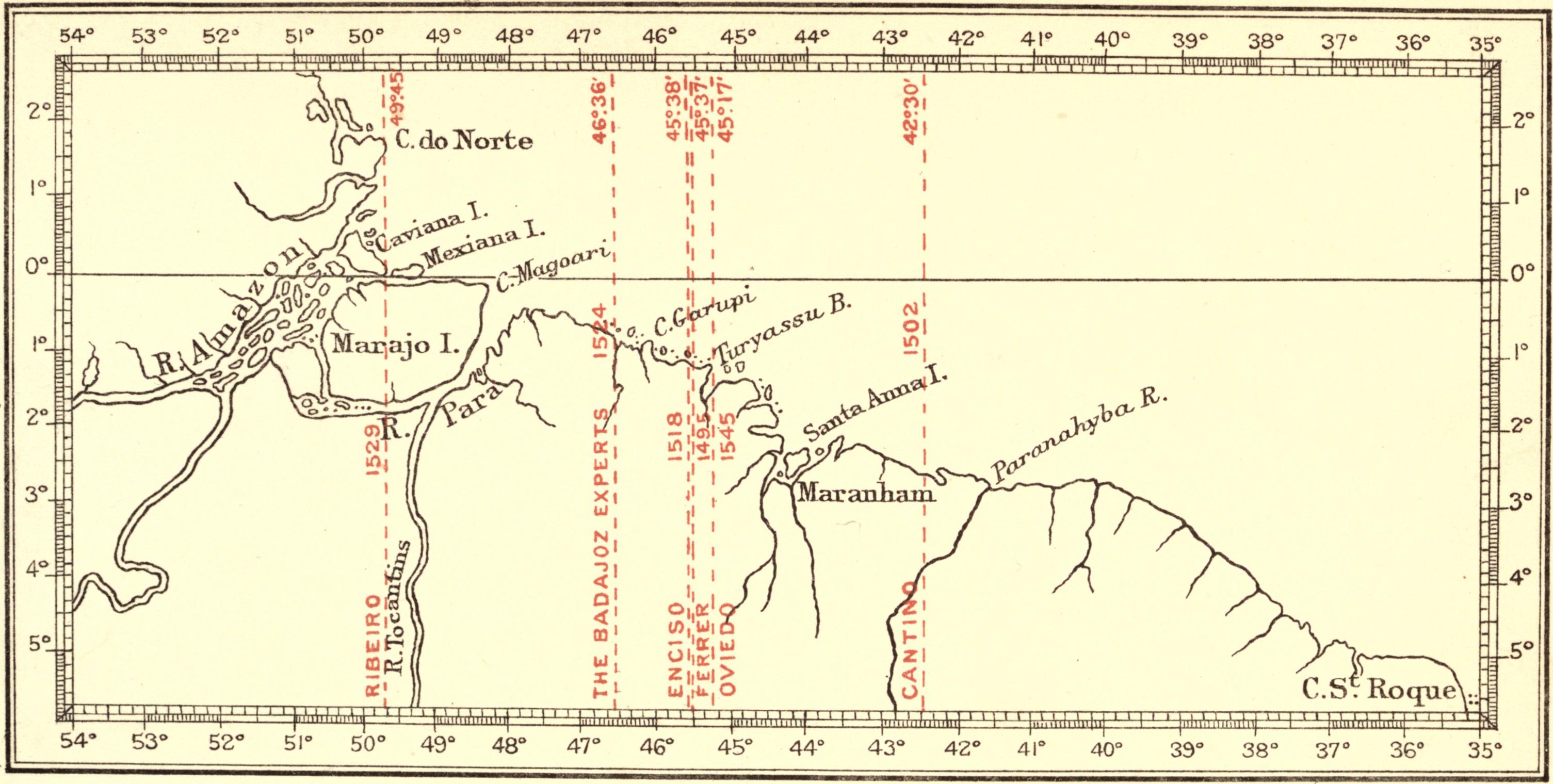
Ранні демаркаційні лінії згідно Тордесільяський договору (1495-1545 роки).

Таким чином, Дієго де Лепе висадився в Бразилії до прибуття на територію Бразилії експедиції Педру Алваріш Кабрала, який досяг узбережжя Бразилії у квітні 1500 року. Після експедиція вирушила далі на південний захід до широти 9°30'пд. ш., дослідивши таким чином близько 250 км узбережжя сьогоднішньої Бразилії. Так експедиція Дієго де Лепе визначила, що південніше узбережжі Південної Америки має напрямок на південний захід, що, очевидно, було однією з цілей експедиції.
Не знайшовши нічого цінного, Дієго де Лепе повернув назад і пішов на північ і північний схід уздовж узбережжя Південної Америки досліджених за 2 місяці до нього мореплавцем Вісенте Янєсом Пінсоном, з метою полювання на рабів. Індіанці, навчені гірким досвідом при зустрічі з людьми Пінсона, вчинили такий опір, що Лепе довелося відступити після втрати 11 осіб.
У квітні 1500 експедиція Дієго де Лепе перший раз піднялася по Амазонці на відстань близько 400 км вгору за течією річки. Після Амазонки кораблі дійшли до узбережжя Венесуели і потім досягла затоки Парія острова Тринідад, де місцеві індійці зустріли іспанців зі зброєю в руках — але цього разу перемогли іспанці.
У ході його експедиції в 1500 році також було вперше нанесено на карту узбережжі досліджених ним земель, у тому числі узбережжя нинішньої країни Суринам, і дані деякі назви відкритим ним мисам. На двох кораблях були привезені кілька сотень рабів, які були продані в Іспанії з поверненням експедиції наприкінці липня 1500 року. Однак, деякі історики стверджують, що Дієго де Лепе повернувся у вересні 1500 року. Таким чином, експедиція Дієго де Лепе дослідила близько 500 км Східного узбережжя Південної Америки між 5°30'і 9°30' південної широти.
Однак, на думку деяких істориків португалець Дуарте Пачеку Перейра дістався північно-східної Бразилії в 1498 році, на два роки раніше Вісенте Янєса Пінсона, Дієго де Лепе і Педру Алваріша Кабрала. А Вісенте Янєс Пінсон (за деякими відомостями Пінсон був двоюрідним братом Дієго де Лепе) прибув до берегів Південної Америки на острів Маражо (порт. Marajó) у січні 1500 року. Подорож Вісенте Пінсона і Лепе і прибуття обох до Бразилії не з'являється в більшості робіт з офіційної історії Бразилії, бо згідно Тордесільяського договору 1494 року східне узбережжя тоді ще невідомої Бразилії вже було віднесено до Португалії.

### Підготовка до третьої експедиції.
Після повернення на Піренейський півострів Дієго де Лепе готував третю подорож, але помер у Португалії під час його підготовки.

## Географічні назви, що дані другою експедицією Дієго де Лепе
Мис Кабу-Бранку (порт. Cabo Branco — «білий мис») в Бразилії, за 8 км на північний схід від міста Жуан-Пессоа, був відкритий іспанським мореплавцем Дієго де Лепе в 1500 році і названий на честь Святого Августина — Сан-Агустин.